# Двейн Вейд
Двейн Тайрон Вейд молодший (англ. Dwyane Tyrone Wade, Jr.; нар. 17 січня 1982, Чикаго, Іллінойс) — американський професійний баскетболіст, виступав на позиції атакувального захисника або розігрувального за кілька команд НБА. Зарекомендував себе як один із найвідоміших і найпопулярніших гравців у лізі. Триразовий чемпіон НБА (2006, 2012, 2013), MVP фіналу НБА (2006), MVP All-Star Game 2010.

### Молодість
Двейн Вейд народився на південній стороні Чикаго, штат Іллінойс в сім'ї Джолінди і Двейн Вейд старшого. Його батьки розлучилися, і він жив з батьком і мачухою в Роббінс, штат Іллінойс в дитинстві. Його улюблена команда з дитинства і дотепер Чикаго Булс.

### Кар'єра у коледжі
Вейд вирішив грати в баскетбол за коледж Університету Маркетт в Мілвокі, штат Вісконсин. Перший рік навчання він не зміг грати за команду університету Маркетт, внаслідок порушення NCAA закону 48. Коли у наступному сезоні (2001—2002) його допустили до ігор за «Золотих Орлів» він набирав в середньому 17,8 очка за матч, лідирував у конференції за показником перехоплень за гру (2,47 перехоплення в середньому), і накопичував 6,6 підбирань в середньому за гру і 3,4 передачі за гру. Маркетт закінчив сезон із 26-7 співвідношенням перемог до поразок, що є рекордом команди з 93-94 сезону. У 2002-03 , Вейд лідирував у Маркеті знову: 21,5 очка за матч, Маркетт виграв перший і єдиний Конференцію США з рахунком перемога-поразка: 27-6 (новий рекорд університету) . У тому сезоні Вейд привів команду у Фінал Чотирьох, перша поява школи у Фіналі чотирьох після перемоги національного чемпіонату в 1977 році. Вейд є першим баскетболістом Маркету який був призначений на All -America після сезону 2002—2003.
Прохід Вейда в регіональний фінал у Midwest в 2003 році турнір NCAA, набув широкого розголосу в національній пресі. Проти нього виступають, найкращі на той момент «Кентукійські Дикі Коти». В тому матчі Вейд записав на свій рахунок тріпл- дабл з 29 очками , 11 підбираннями та 11 передач. Його тріпл-дабл був четвертим в історії NCAA Tournament. Його винятковим гра допомогла перемогти Маркетт над Кентукі 83-69. В Фіналі чотирьох Вейд був названий MVP з Midwest регіону. Маркетт закінчив сезон на 6 сходинці, в опитуванні AP це найвищий рейтинг школи, починаючи з 1976-77 сезону. У результаті він відмовився від навчання на останній рік в Маркеті і виставив свою кандидатуру на драфт 2003 року. 3 лютого 2007, майже чотири роки після того, як Вейд грав у своєму останньому матчі за Маркетт його номер вивели з користування. Хоча Маркетт вимагає від студентів — спортсменів проходження аспірантури до отримання почесних джерсі, університет зробив спеціальний виняток для Вейда на основі його досягнень після відходу з Маркету.

## Кар'єра в НБА

### 2003-04
Вейд задрафтований «Хіт» під 5 номером на драфті 2003. За результатами дебютного сезону Вейд був обраний у першу команду новачків НБА та посів третє місце в голосуванні за звання новачка року.

### 2004-05
У сезоні 2004-05 Вейд вперше потрапив на матч усіх зірок НБА. Він не входив до стартової п'ятірки, але все ж набрав 14 очок за 24 хвилини, проведені на майданчику. «Хіт» пройшли у фінал конференції, де у семиматчевій серії програли «Детройт Пістонс».

### 2005-06
У сезоні 2005-06 Вейд вдруге був обраний на гру всіх зірок НБА. Він набрав 20 очок за 30 хвилин перебування на майданчику, реалізувавши 9 з 11 кидків з гри. Варто також відзначити, що саме Вейд здійснив переможний кидок, принісши попаданням перемогу команді Сходу з рахунком 122—120. «Хіт» у сезоні 2005-06 пройшли у фінал плей-оф НБА, де здобули перемогу над «Даллас Маверікс» з рахунком серії 4-2, а Вейд одержав титул найціннішого гравця фіналу. Він став п'ятим наймолодшим гравцем в історії, який одержав цей титул, а також став третім за результативністю серед гравців, які вперше потрапили у фінал НБА (Вейд в фінальній серії набирав у середньому 34.7 очок за гру).

### 2006-07
У сезоні 2006-07 Вейд пропустив 31 гру через ушкодження. «Хіт» не змогли пробитись далі першого раунду плей-оф.

### 2007-08
У сезоні 2007-08 Вейд продовжував доліковувати колишні травми. Він вчетверте поспіль потрапив на гру всіх зірок НБА.

### 2008-09
У сезоні 2008-09 Вейд записав у свій актив п'яте поспіль потрапляння на гру всіх зірок НБА. Він також став першим гравцем НБА за останні 30 років, котрому вдалось за гру набрати не менше 40 очок, 10 результативних передач на 5 блокшотів. Вейд впродовж сезону встановив декілька клубних рекордів, а за результатами регулярної першості став першим гравцем в історії НБА, котрий набрав не менше 2000 очок, 100 результативних передач, 100 перехоплень та 100 блокшотів за сезон. Також Вейд вписав своє ім'я в історію НБА, як найнижчий гравець, що виконав не менше 100 блокшотів за сезон. У цьому сезоні Вейд також став найрезультативнішим в НБА (середня результативність 30.2 очок за гру).

### 2009-10
1 листопада 2009 Вейд записав у свій актив 10000 очко за кар'єру в НБА. 21 січня 2010 Вейд був обраний учасником матчу всіх зірок НБА вшосте за кар'єру.
9 липня 2010 підписав новий контракт з «Хіт».

### 2010—2011
До цього сезону «Маямі» підготувалось дуже добре. Тренер команди, Пет Райлі створив команду чемпіонського активу. До Вейда приєднався Леброн Джеймс та Кріс Бош.
Це «тріо» викликало масу обурення в Клівленді, вболівальники спалювали майки Леброна. А на перших іграх проти «Клівленд Кавальєрс», вболівальники просто кричали, коли Джеймс отримував м'яч. Але незважаючи на це, «Маямі Хіт» завершили сезон другими в Східній конференції, після «Чикаго Буллз», з показниками 58-24. Двейн Вейд закінчив сезон зі статистикою в 25,5 очок, 6,4 підбирання і 4,6 передач.
У плей-офф «Маямі Хіт» дійшли до фіналу, впевнено обігравши клуби «Філадельфію Севенті Сіксерс» (4-1), «Бостон Селтікс» (4-1), «Чикаго Буллз» (4-1), але поступилися «Даллас Маверікс» у фіналі з рахунком 2-4.

### 2011—2012
У сезоні 2011/2012 настав локаут і тривав до 25 грудня. У зв'язку з цим було зіграно лише 66 ігор, замість 82 . "Хіт " виграли свій дивізіон з показниками 46 перемог, при 20 поразках, відсоток перемог : 0.697. У східній конференції « Маямі» зайняли 2-е місце, після «Чикаго Буллз». У 1-му раунді плей-оф «Хіт» зустрічалися з 7-ю командою сходу — «Нью-Йорк Нікс». Протистояння завершилося в п'яти матчах на користь «Флоридців». 2-ий раунд для Джеймса і Компанії склався трохи складніше: «Маямі» зустрічалися з « Індіаною», яка в 1-му раунді переграла «Орландо Меджік», ведена Дуайтом Ховардом, з рахунком 4-1. У 1-ій зустрічі «Хіт» на своєму майданчику виграли — 95:86, і повели в серії 1-0. Друга зустріч завершилася перемогою «Пейсерс» — 78:75. 3-тя гра також принесла перемогу «Індіані» — 94:75. Проте потім «Маямі Хіт» знайшли в собі сили зібратися і виграти три матчі поспіль : 101:93 , 115:83 і 105:93 . Загальний рахунок серії став 4-2 на користь « Хіт», яке вийшли у фінал конференції, де їх чекав «Бостон Селтікс». Дорогу до фіналу «Селтікс» почали з перемоги в 6-матчевому протистоянні з «Атлантою Хокс». У півфіналі «Бостон» зустрічався з «Філадельфією 76». Серія закінчилася семіматчевую перемогою «Бостона» — 4:3. 1-й і 2-й матч фіналу конференції проходив на домашній арені «Хіт» — Американ Ейрлайнс — арені. У 1- ій зустрічі «Маямі» виграли в +14 очок — 93:79. У другій «Хіт» також добилися перемоги в +4 очки — 115:111 . Потім фінал на 2 матчі переїхав до Бостона. У цих матчах господарі виграли обидві зустрічі: в 1-й — +10 (101:91), у другій — +2 (93:91). У 5-му матчі «Бостон» виграв 94:90 і повів в серії 3-2. Але «Маямі» виграли наступні два матчі (98:79 і 101:88) і вийшли у фінал НБА, де зустрілися з «Оклахома-Сіті Тандер». Перші два матчі проходили на Чізпік Енерджі — арені. «Тандер» перемогли в 1-му матчі в +11 очок (105:94) . У другому «Маямі» взяли реванш, перемігши в +4 очки (100:96). Наступні три матчі проходили на Американ Ейрлайнс — арені, в яких «Маямі Хіт» виграли (91:85 , 104:98 і 121:106) і стали двократними чемпіонами НБА. Двейн Вейд отримав другий перстень і став дворазовим чемпіоном НБА.

## Статистика кар'єри в НБА

### Регулярний сезон
| Сезон            | Команда          | GP  | GS  | MPG  | FG%  | 3P%  | FT%  | RPG | APG | SPG | BPG | PPG  |
| ---------------- | ---------------- | --- | --- | ---- | ---- | ---- | ---- | --- | --- | --- | --- | ---- |
| 2003–04          | Маямі Гіт        | 61  | 56  | 34.9 | .465 | .302 | .747 | 4.0 | 4.5 | 1.4 | .6  | 16.2 |
| 2004–05          | Маямі Гіт        | 77  | 77  | 38.6 | .478 | .289 | .762 | 5.2 | 6.8 | 1.6 | 1.1 | 24.1 |
| 2005–06†         | Маямі Гіт        | 75  | 75  | 38.6 | .495 | .171 | .783 | 5.7 | 6.7 | 1.9 | .8  | 27.2 |
| 2006–07          | Маямі Гіт        | 51  | 50  | 37.9 | .491 | .266 | .807 | 4.7 | 7.5 | 2.1 | 1.2 | 27.4 |
| 2007–08          | Маямі Гіт        | 51  | 49  | 38.3 | .469 | .286 | .758 | 4.2 | 6.9 | 1.7 | .7  | 24.6 |
| 2008–09          | Маямі Гіт        | 79  | 79  | 38.6 | .491 | .317 | .765 | 5.0 | 7.5 | 2.2 | 1.3 | 30.2 |
| 2009–10          | Маямі Гіт        | 77  | 77  | 36.3 | .476 | .300 | .761 | 4.8 | 6.5 | 1.8 | 1.1 | 26.6 |
| 2010–11          | Маямі Гіт        | 76  | 76  | 37.1 | .500 | .306 | .758 | 6.4 | 4.6 | 1.5 | 1.1 | 25.5 |
| 2011–12†         | Маямі Гіт        | 49  | 49  | 33.2 | .497 | .268 | .791 | 4.8 | 4.6 | 1.7 | 1.3 | 22.1 |
| 2012–13†         | Маямі Гіт        | 69  | 69  | 34.7 | .521 | .258 | .725 | 5.0 | 5.1 | 1.9 | .8  | 21.2 |
| 2013–14          | Маямі Гіт        | 54  | 53  | 32.9 | .545 | .281 | .733 | 4.5 | 4.7 | 1.5 | .5  | 19.0 |
| 2014–15          | Маямі Гіт        | 62  | 62  | 31.8 | .470 | .284 | .768 | 3.5 | 4.8 | 1.2 | .3  | 21.5 |
| 2015–16          | Маямі Гіт        | 74  | 73  | 30.5 | .456 | .159 | .793 | 4.1 | 4.6 | 1.1 | .6  | 19.0 |
| Кар'єра          | Кар'єра          | 855 | 845 | 35.7 | .488 | .284 | .767 | 4.8 | 5.8 | 1.7 | .9  | 23.7 |
| Матчі всіх зірок | Матчі всіх зірок | 11  | 10  | 24.9 | .638 | .214 | .696 | 3.7 | 4.6 | 2.5 | .5  | 16.5 |

### Плей-оф
| Сезон   | Команда   | GP  | GS  | MPG  | FG%  | 3P%  | FT%  | RPG | APG | SPG | BPG | PPG  |
| ------- | --------- | --- | --- | ---- | ---- | ---- | ---- | --- | --- | --- | --- | ---- |
| 2004    | Маямі Гіт | 13  | 13  | 39.2 | .455 | .375 | .787 | 4.0 | 5.6 | 1.3 | .3  | 18.0 |
| 2005    | Маямі Гіт | 14  | 14  | 40.8 | .484 | .100 | .799 | 5.7 | 6.6 | 1.6 | 1.1 | 27.4 |
| 2006†   | Маямі Гіт | 23  | 23  | 41.7 | .497 | .378 | .808 | 5.9 | 5.7 | 2.2 | 1.1 | 28.4 |
| 2007    | Маямі Гіт | 4   | 4   | 40.5 | .429 | .000 | .688 | 4.8 | 6.3 | 1.3 | .5  | 23.5 |
| 2009    | Маямі Гіт | 7   | 7   | 40.7 | .439 | .360 | .862 | 5.0 | 5.3 | .9  | 1.6 | 29.1 |
| 2010    | Маямі Гіт | 5   | 5   | 42.0 | .564 | .405 | .675 | 5.6 | 6.8 | 1.6 | 1.6 | 33.2 |
| 2011    | Маямі Гіт | 21  | 21  | 39.4 | .485 | .269 | .777 | 7.1 | 4.4 | 1.6 | 1.3 | 24.5 |
| 2012†   | Маямі Гіт | 23  | 23  | 39.4 | .462 | .294 | .729 | 5.2 | 4.3 | 1.7 | 1.3 | 22.8 |
| 2013†   | Маямі Гіт | 22  | 22  | 35.5 | .457 | .250 | .750 | 4.6 | 4.8 | 1.7 | 1.0 | 15.9 |
| 2014    | Маямі Гіт | 20  | 20  | 34.7 | .500 | .375 | .767 | 3.9 | 3.9 | 1.5 | 0.3 | 17.8 |
| 2016    | Маямі Гіт | 14  | 14  | 33.8 | .469 | .522 | .781 | 5.6 | 4.3 | 0.8 | 0.9 | 21.4 |
| Кар'єра | Кар'єра   | 166 | 166 | 38.4 | .477 | .342 | .776 | 5.3 | 5.0 | 1.6 | 1.0 | 22.8 |

## Національна збірна
У складі збірної США — чемпіон Олімпійських ігор 2008 року, бронзовий призер Олімпійських ігор 2004 року, бронзовий призер чемпіонату світу 2006 року.